# Prachatický břečťan
Prachatický břečťan je břečťan popínavý, který roste v Zahradní ulici v Prachaticích, vpravo od bašty Helvít a pne se po vnějších hradbách historického opevnění města. Přerůstá hradby, takže je viditelný i z vnitřní strany hradeb, z parkánu. Na koruně hradeb zaujímá plochu přibližně 40 m2. Břečťan je památný strom registrovaný pod číslem 102703 AOPK.

## Základní údaje
- název: Břečťan popínavý, Břečťan obecný,[4] Prachatický břečťan
- druh: břečťan popínavý (Hedera helix L.)[4]
- obvod: 98 cm[4]
- výška: 7 m[4]
- věk: přes 100 let (odhad z roku 1999)[4]
- ochranné pásmo: vyhlášené – kruh o poloměru 5 m od kmene v ul. Zahradní a na hradbách p.č. 113 a 114/2 do vzdálenosti 10 m od osy kmene na každou stranu[4]
- památný strom ČR: od 12. dubna 1999[4]
- umístění: kraj Jihočeský, okres Prachatice, obec Prachatice

## Zajímavost
V roce 2009, symbolicky v první jarní den, vysadili zástupci Prachatic sazenici Prachatického břečťanu v Praze na Vyšehradě. Stalo se tak  v rámci projektu Má vlast. Tento akt byl důstojným vyjádřením existujících historických vazeb mezi Prachaticemi a Vyšehradskou kapitulou.

## Památné stromy v okolí
- Prachatický liliovník
- Prachatický jilm
- Lípa velkolistá (Staré Prachatice)

## Galerie

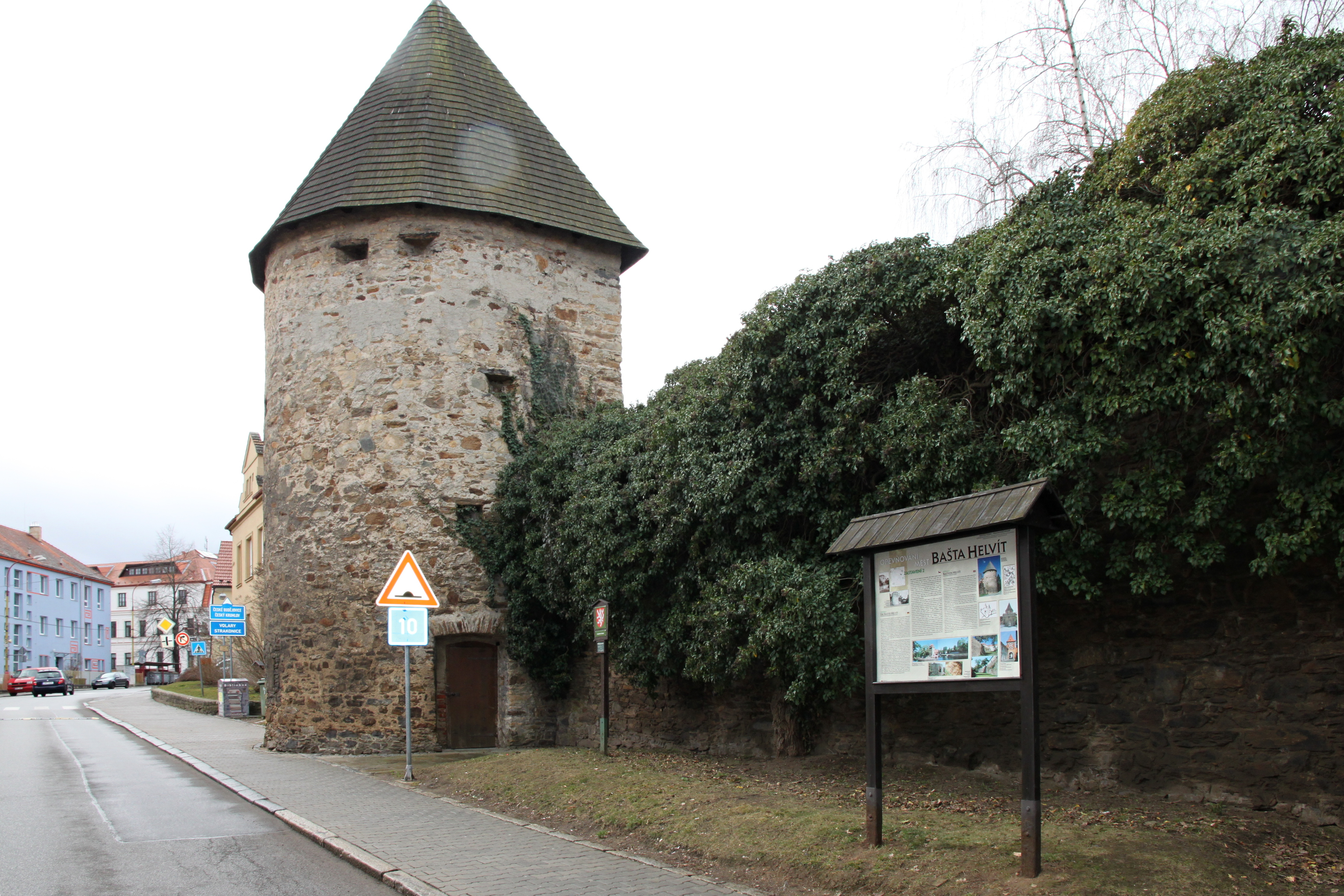
Břečťan u bašty Helvít
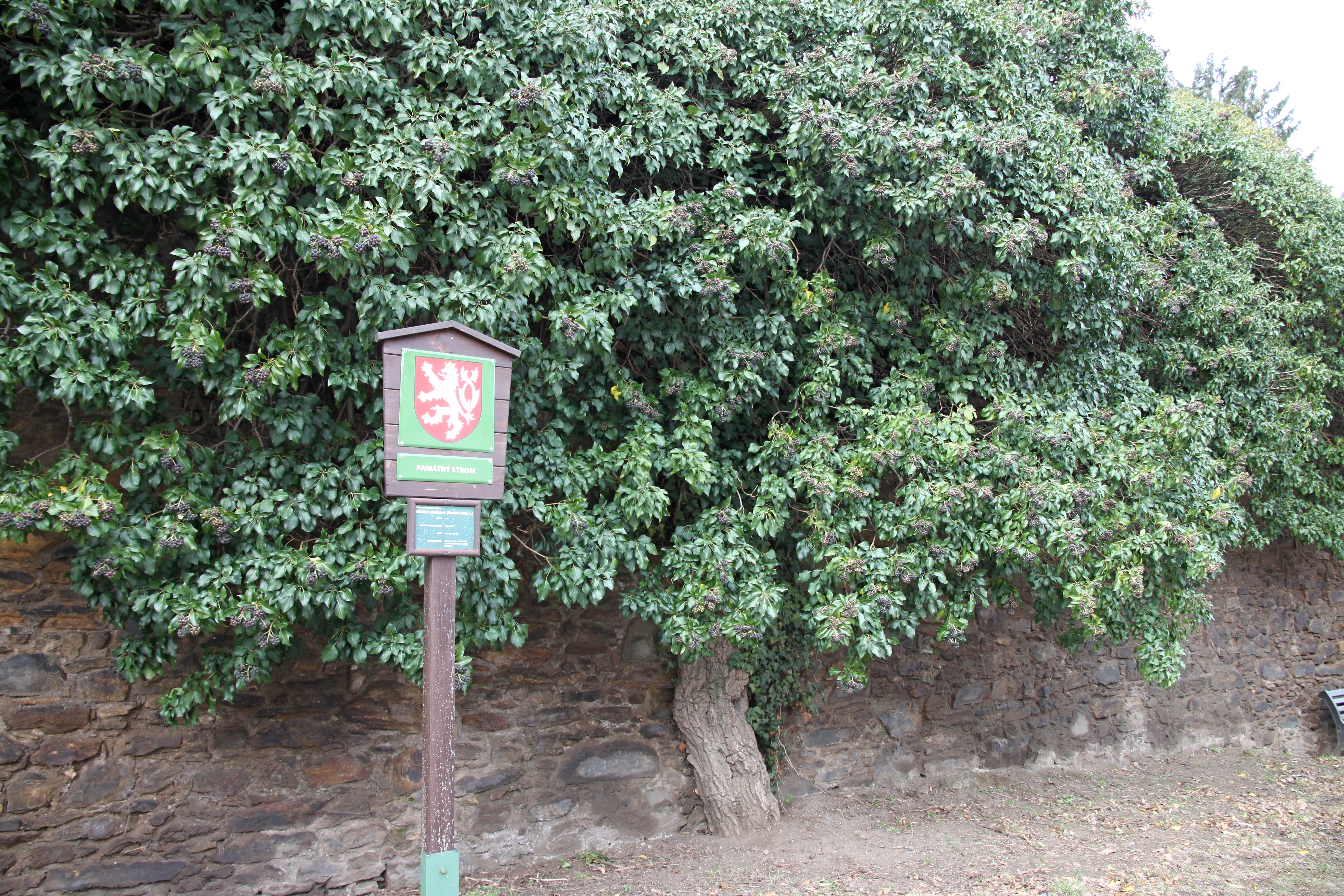
Břečťan v březnu 2019
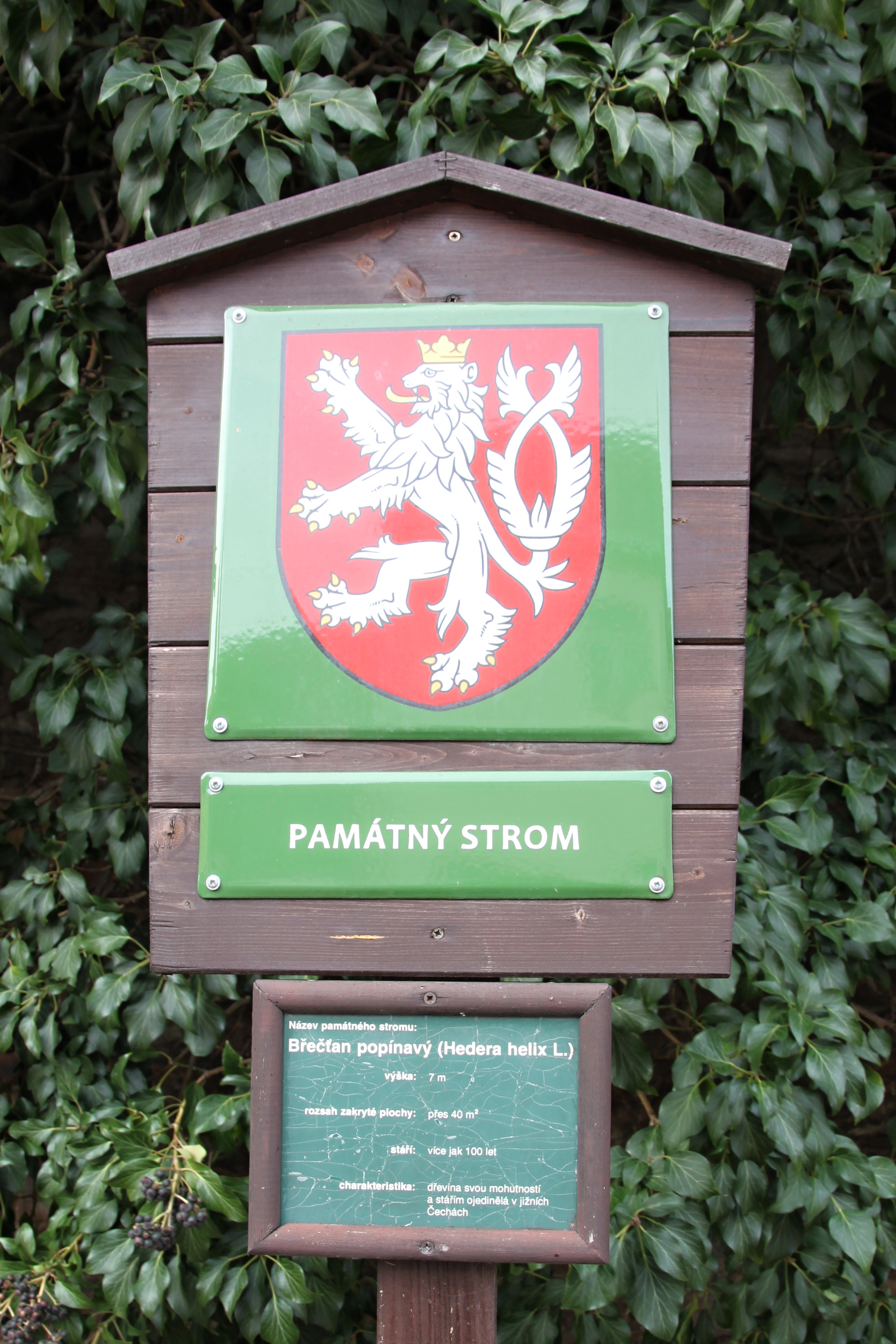
Cedule označující památný strom
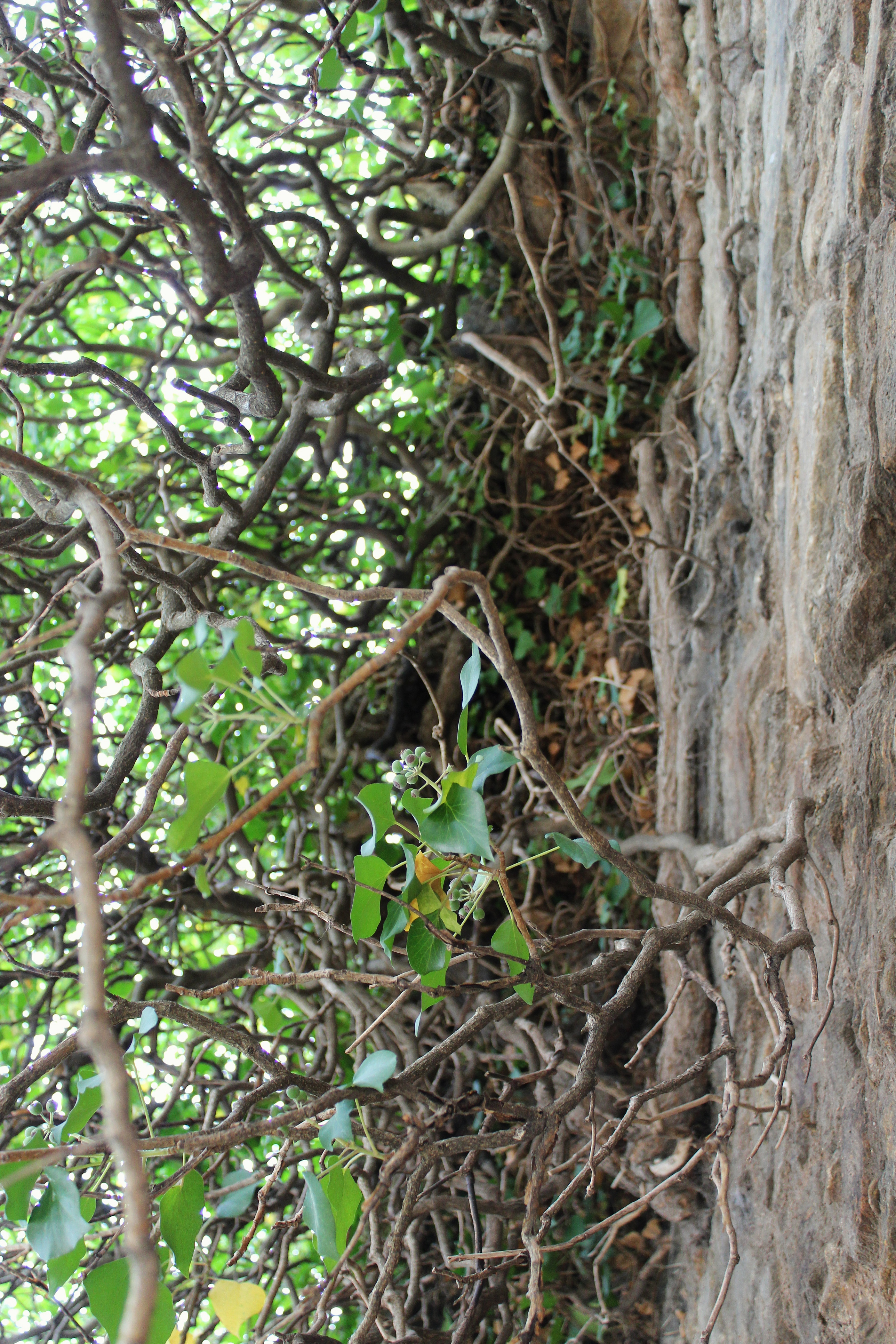
Detail
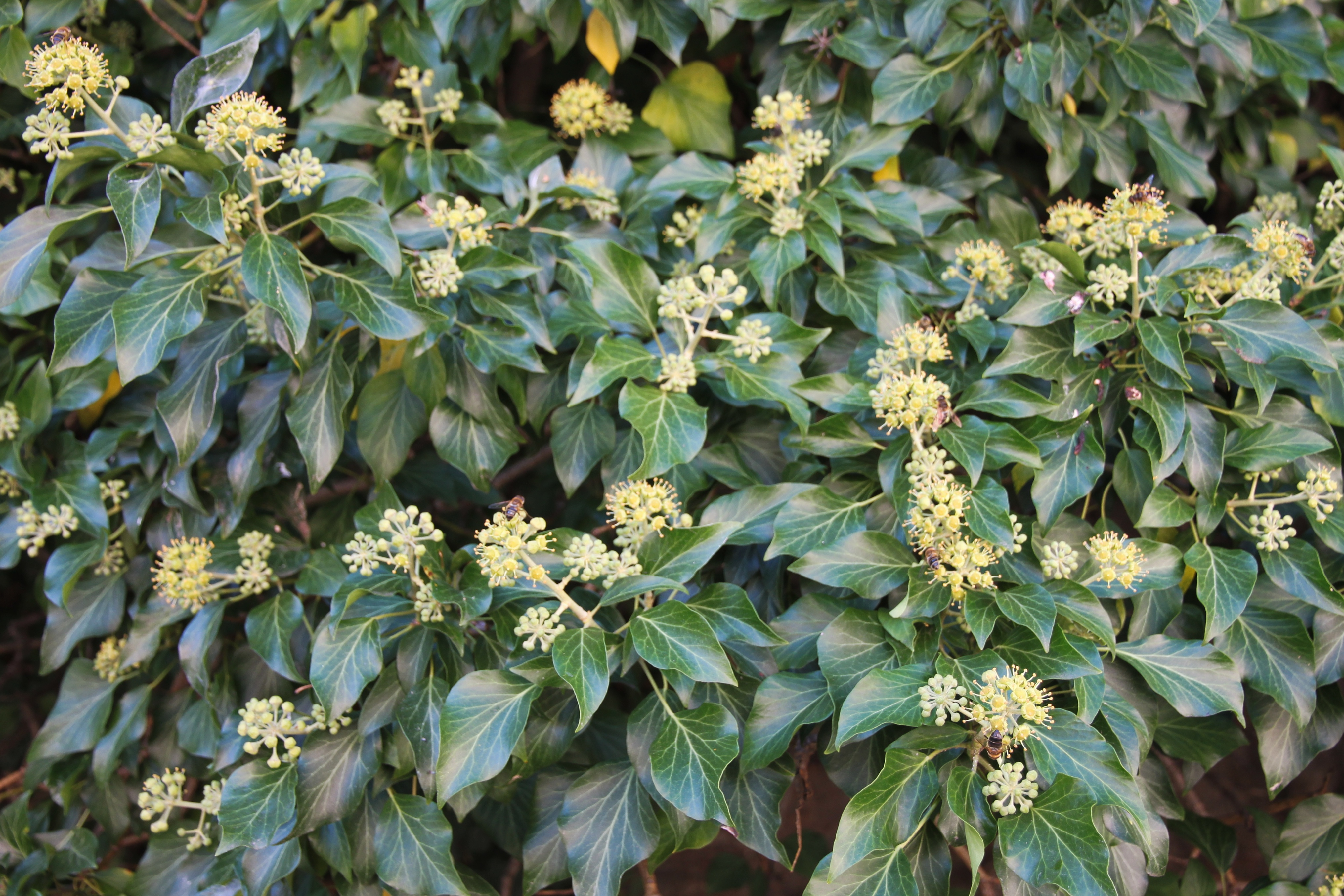
Kvetoucí břečťan